# 薩利 (烏克蘭)
50°37′42″N 28°45′11″E / 50.62833°N 28.75306°E
薩利（羅馬化：Saly）是烏克蘭的村落，位於該國北部日托米爾州，由日托米爾區負責管轄，始建於1644年，面積2.01平方公里，海拔高度191米，2001年人口354，人口密度每平方公里176.56人。